# ولفريد سيلارز
ولفريد سيلارز (بالإنجليزية: Wilfrid Stalker Sellars)‏ هو فيلسوف أمريكي عاش في الفترة ما بين 20 أيار/مايو 1912 - 2 تموز/يوليو 1989).
يعد ولفريد سيلارز من المطوّرين الأساسيين لمفهوم الواقعية النقدية، كما أسهم في إحداث تغييرات جذرية في محتوى وطريقة الفلسفة الأمريكية.

## اقرأ أيضاً
- واقعية نقدية
- جيلبرت هارمان